# Neoporus rheocrinus
Neoporus rheocrinus är en skalbaggsart som först beskrevs av Young 1967.  Neoporus rheocrinus ingår i släktet Neoporus och familjen dykare. Inga underarter finns listade i Catalogue of Life.